# The Rolling Stones No. 2
«The Rolling Stones No. 2» — музичний альбом гурту «The Rolling Stones» . Виданий 15 січня 1965 року лейблом Decca Records. Загальна тривалість композицій становить 36:58. Альбом відносять до напрямку рок. Альбом досяг першої сходинки в хіт-параді UK Top 20 Albums. Як і попередній альбом, він містить в більшості ритм-н-блюзові номери, але має і три оригінальні композиції Джагера-Річардса. У пресах альбому в Голландії та Німеччині на обкладинці зазначено The Rolling Stones Vol. 2, хоча на оборотній стороні правильний напис The Rolling Stones No. 2. зберігається.

## Список пісень
| Side one | Side one                                                                  | Side one   |
| #        | Назва                                                                     | Тривалість |
| -------- | ------------------------------------------------------------------------- | ---------- |
| 1.       | «Everybody Needs Somebody to Love» (Соломон Берк/Bert Berns/Jerry Wexler) | 5:03       |
| 2.       | «Down Home Girl» (Jerry Leiber/Arthur Butler)                             | 4:11       |
| 3.       | «You Can't Catch Me» (Чак Беррі)                                          | 3:38       |
| 4.       | «Time Is on My Side» (Jerry Ragovoy)                                      | 2:58       |
| 5.       | «What a Shame»                                                            | 3:03       |
| 6.       | «Grown Up Wrong»                                                          | 1:50       |

| Side two | Side two                                               | Side two   |
| #        | Назва                                                  | Тривалість |
| -------- | ------------------------------------------------------ | ---------- |
| 7.       | «Down the Road Apiece» (Don Raye)                      | 2:55       |
| 8.       | «Under the Boardwalk» (Arthur Resnick/Kenny Young)     | 2:48       |
| 9.       | «I Can't Be Satisfied» (Мадді Вотерс)                  | 3:26       |
| 10.      | «Pain in My Heart» (Allen Toussaint)                   | 2:11       |
| 11.      | «Off the Hook»                                         | 2.38       |
| 12.      | «Susie Q» (Dale Hawkins/Stan Lewis/Eleanor Broadwater) | 1:51       |